# انتخابات الرئاسة الإكوادورية 1912
انتخابات الرئاسة الإكوادورية 1912 هي الانتخابات الرئاسية التي جرت في 1912، في الإكوادور، لانتخاب رئيس الإكوادور، فاز بالانتخابات Leónidas Plaza ‏.